# Мнакян, Мартирос Мнацаканович
Мартирос Мнацаканович Мнакян (9 сентября 1837, Константинополь — 22 февраля 1920, Константинополь), армянский актёр, режиссёр, театральный деятель.
Он сыграл наибольшую роль в становлении нового османского театра.

## Биография
Мартирос Мнакян родился 9 сентября 1837 года в Балатском районе Стамбула. Окончил Нерсисянскую школу в Константинополе. С 1857 начал играть в театре как актёр-любитель.
Впервые вышел на сцену в 1859 году в Стамбуле. Он стал одним из ведущих актёров «Восточного театра» (1861—1867), а его первая профессиональная роль была в спектакле «Аристотем» (1862). До этого играл только в армянских спектаклях. Затем он начал играть в театре Васпрокан (Измир). Вернувшись в Стамбул в 1864 году, М. Мнакян начал играть во французских опереттах. В 1866 году решил взять перерыв в актёрской карьере и в это же время он женился, переехал в Кайсери, где работал учителем. Через два года он возвращается в Стамбул, пытается играть внутри старых актёрских составов, но вскоре они распадаются, из-за чего он и некоторые его друзья (в том числе Акоп Вардовян) присоединяются к театру Гедикпаша. Большинство актёров и режиссёров в театре Гедикпаши были армянами, и они же создадут концепцию османского театра. Во время русско-турецкой войны (1877—1878) он ставил оперы и оперетты в Адрианополе .
С 1872 по 1879 год играл в театрах Петроса Магакяна и Акопа Вардовяна, а с 1880 по 1882 год в Армянской театральной труппе Тбилиси. Исполнял салонные роли. Был мастером мелодрамы со склонностью к неожиданным переходам. В 1880 году стал директором Османского театра (Театр-и Османи), но вскоре покинул театр и оставил свой пост.
В классической пьесе известен своими характерными ролями: Петруччо, Шайлок («Сдержанность сдержанной женщины» Шекспира, «Венецианский купец»), Фамусов («Горе от ума» Грибоедова), Вышинский (Александр Островский «Выгодная позиция»)"). Наибольший успех он получал в романтических драмах: Кин (отец Александра Дюма «Кин»), Карл Мур («Воры» Шиллера), Арбен («Маскарад» М. Лермонтова). С 1883 по 1885 год состоял в опереттной труппе Аршака Пенкляна .
В 1884 году (1882 г. также упоминается) благодаря его усилиям создается труппа Османского драматического театра, где он же был в роли режиссёра, постановщика и ведущего актёра. Поставил около 250 опер, пьес и оперетт его труппа стала самым известным театральным коллективом во всей империи. В дальнейшем им стало мешать турецкое правительство, поэтому театр начал работать с перерывами до 1908 года. Такой «перерыв» произошел, когда в 1904 году Ризван-паша Шахремина запретил театр, так как им руководили в основном армяне.
В 1909 году он присоединился к компании «Tasfiye-i Ahlak», и в 1912 году сформировал новую группу из 80 человек. В том же 1912 году Мнакян устроил вечер по случаю 50-летия своей работы в театре. Мехмет Решад награждает его орденом Науки и Образования («Маариф Нишани»). В 1914 году работал художественным руководителем Комитета представителей Османского флота, а также учителем актёрского мастерства в Дарулбеде.
В 1916 году М.Мнакян навсегда ушел из театра. В 1920 году журнал «Темаша» задал своим читателям вопрос «Кто больше всех повлиял на турецкий театр за 50 лет?» — Мнакян получил наибольшее количество голосов.
Он переводил, ставил и играл европейские мелодрамы на турецком, иногда на армянском языках. Труппа Мнакяна была одной из последних стамбульских армянских театральных организаций, которые внесли свой вклад в развитие турецкого профессионального драматического театра.
Среди ролей: Пап («Великий Нерсес» — М.Ванандеци), Неокл («Фемистокл» П. Метастазио), Рудольф («Анджело» Виктора Гюго).